# Carlos Marfori
Carlos Marfori y Callejas (San Fernando, Cádiz, 10 de noviembre de 1821-Madrid, 2 de junio de 1892), I marqués de Loja, fue un político español.

## Biografía
Nacido en San Fernando el 10 de noviembre de 1821, era hijo de Francisco-Antonio Marfori y Rodi —un noble italiano emigrado que falleció cuando Carlos Marfori era todavía joven— y María-Josefa Callejas y Pavón. Pariente del general Narváez, por matrimonio con su prima María de la Concepción Fernández de Córdoba y Campos. Ya era oficial de Infantería de Marina cuando fue nombrado subteniente desde el 28 de septiembre de 1837.
Fue alcalde y gobernador civil de Madrid en 1857, diputado a Cortes por Loja y Granada en varias legislaturas entre 1857 y 1884, ministro de Ultramar entre junio de 1867 y junio de 1868 y ministro interino de Marina, capitán de Infantería, intendente general de la Real Casa y Patrimonio, consejero de Estado, gran cruz y collar de la Orden de Carlos III, gran cruz de la Orden de Isabel la Católica, caballero de la Orden de San Juan de Jerusalén y gentilhombre de cámara con ejercicio de Su Majestad.
Marfori ha sido descrito como «uno de los más cercanos consejeros de la reina Isabel». Algunos autores señalan que fue su amante. En este sentido, Marfori fue uno de los protagonistas de Los Borbones en pelota, una serie de láminas satíricas del siglo XIX, en las que se caricaturizaba a distintos miembros de la Corte de la reina, donde Marfori aparece representado en varias ilustraciones de carácter pornográfico, junto al rey consorte Francisco de Asís, el religioso Antonio María Claret y la monja sor Patrocinio. Fue uno de los protagonistas de la obra dramática La Corte de Isabel de Borbón con todos sus consejeros, de Ramón de Torres y Rojas, de 1869, en la etapa de Gobierno provisional del Sexenio Democrático; en ella es caracterizado como «un aprovechado».
Tras el triunfo de la revolución del 68, marchó al exilio, del que retornaría con la Restauración. En 1891 fue nombrado senador vitalicio. Tras su fallecimiento, a la edad de setenta años, el 2 de junio de 1892, fue enterrado en la Sacramental de San Lorenzo y San José.

## Honores
- Marquesado de Loja
- Gentilhombre de Cámara con ejercicio
- Collar de la Orden de Carlos III
- Gran Cruz de la Orden de Carlos III
- Gran Cruz de la Orden de Isabel la Católica
- Caballero de la Orden de Malta
- Placa de Comendador de la Orden de Cristo